# Legantoo
Legantoo ist eine freie Software zur Wiedergabe und Verwaltung digitaler Medien, die speziell auf die Bedürfnisse blinder und sehbehinderter Nutzer zugeschnitten ist. So wurde bei der Gestaltung der grafischen Benutzeroberfläche besonderer Wert auf Schlichtheit gelegt und nur solche Bedienelemente verwendet, die mit einem Screenreader kompatibel sind.

## Geschichte
Ende November 2014 startete das Projekt zunächst unter der Bezeichnung „DAISY Reader“ als Diskussionsrunde blinder Mailinglisten-Mitglieder. Ziel dieser Initiative war es zu prüfen, welche Lösungen es für die Wiedergabe von Büchern im DAISY-Format (= Digital Accessible Information System) für den Mac gibt und wie barrierefrei diese Programme sind.
Während des Informations- und Erfahrungsaustausches kristallisierte sich jedoch schnell heraus, dass es nicht nur keine geeigneten Player für das Betriebssystem macOS gab, sondern nach der Einstellung der bis dato weit verbreiteten Windows-Software nun auch dort ein großer Bedarf neu entstand. Außerdem wurden von vielen Anwendern die fehlenden Zugangslösungen zum Lesen elektronischer Bücher allgemein bemängelt. Entsprechende Programme sind für blinde Menschen oft nicht nutzbar, da beim Entwurf die Anforderungen an zugängliche Informationsangebote häufig nicht umgesetzt werden.
Aus diesem Grund wurde das Projekt im April 2015 umfirmiert und erklärtes Ziel ist seitdem die Entwicklung und der Ausbau einer plattformunabhängigen Software zur Wiedergabe und Anzeige digitaler Medien in den gängigsten Formaten. Besonders hervorzuheben ist dabei die Möglichkeit, dass blinde und sehbehinderte Anwender sich direkt an der Weiterentwicklung beteiligen und ihre speziellen, oft vom Grad der Behinderung abhängigen, Bedürfnisse einbringen können.
Zu diesem Zeitpunkt wurde auch das Projekt umbenannt und wird seither unter dem Namen „Legantoo“ geführt, als Anlehnung an das Wort „Leganto“, was in Esperanto so viel wie „Vorleser“ bedeutet.
Anfang August 2015 begann dann die Testphase und am 3. Januar 2016 wurde die erste stabile Version für die Betriebssysteme Windows und macOS über die Projekt-Website veröffentlicht.
Nach der Ankündigung, Legantoo schnellstmöglich auch auf die mobilen Plattformen iOS und Android zu bringen, geriet das Vorhaben zunächst ins Stocken. Gründe hierfür waren einerseits Unklarheiten bei der Finanzierung der Gebühren für die App Shops und andererseits die überraschende Einstellung von Projekten wie RoboVM, die als Basis dienen sollten. Infolgedessen waren zahlreiche Umstrukturierungen des Programm-Codes und die Einbeziehung neuer Alternativen nötig, die den Fortgang verzögerten. Schließlich konnte die App für Android jedoch Ende 2016 fertiggestellt werden. Eine iOS-Version soll folgen.
Außerdem verfolgt das Projekt-Team für 2017 ein weiteres ehrgeiziges Ziel: Auf vielfachen Anwenderwunsch soll sich die Software über den Rahmen eines Players oder Readers hinausentwickeln und stärker auf den Bereich der Konsumierung digitaler Medien abzielen. Dazu haben Anfang des Jahres Gespräche mit Büchereien und Betreibern von Onlineshop-Portalen begonnen, um Möglichkeiten der Integration dieser Dienste direkt in die Legantoo-Programmoberfläche auszuloten. Ziel dieser Bemühungen ist es, einen gesamten Vorgang vom Kauf oder der Ausleihe bis hin zur Wiedergabe oder dem barrierefreien Lesen in einer Software zu bündeln und damit blinden und sehbehinderten Menschen einen einheitlichen Zugriff auf digitale Medien zu ermöglichen.

Die neuen Funktionen sollen in der im Herbst 2017 erscheinenden Version 2 bereitgestellt werden.

## Technik
Um ein möglichst hohes Maß an Plattformunabhängigkeit zu erreichen, ist Legantoo komplett in Java geschrieben mit Einbeziehung einiger nativer Bibliotheken. So erfolgt beispielsweise die Audiowiedergabe mittels der BASS Audio Engine der Firma Un4seen Developments und der Bücherbestand wird mit Hilfe einer SQLite-Datenbank verwaltet.
Als GUI-Toolkit für die grafische Benutzeroberfläche kommt JFace zum Einsatz. Der Grund hierfür ist die bessere Screenreader-Unterstützung durch native Systemfunktionen. Das Programm lässt sich dann so bedienen, wie man es unter dem jeweiligen Betriebssystem von „herkömmlichen“ Anwendungen bereits gewohnt ist. Auch die sehr gute Betreuung des integrierten Accessibility-Frameworks durch die Eclipse Foundation war ein weiteres Entscheidungskriterium.
Legantoo für Windows ist in einer 32-Bit- sowie in einer 64-Bit-Variante verfügbar und außerdem als portable Version erhältlich. Für macOS kann ein Disk-Image heruntergeladen werden.

## Funktionen
In Anlehnung an iTunes bietet Legantoo zahlreiche Funktionen zur Katalogisierung und Verwaltung von Sammlungen elektronischer Bücher in einer Mediathek. Der Import kann entweder für einzelne Werke, für gezippte Bücher sowie für ganze Ordnerstrukturen erfolgen. Die Metadaten werden dabei automatisch direkt aus den Dokumenten generiert. Bei Webinhalten werden hierzu die üblichen Meta-Tags herangezogen (insbesondere Dublin Core), während bei Audiodateien die ID3-Tags berücksichtigt werden.
Legantoo unterstützt aktuell die folgenden Medientypen:
- DAISY-Bücher in den Standards 2.01, 2.02 und 3.
- E-Books im EPUB3-Format.
- Hörbücher und Hörspiele im AIFF-, AC3-, MP2-, MP3-, M4A-, OGG- und WAV-Format.
- Textdokumente im TXT-, RTF- und PDF-Format.

Jedes Buch lässt sich nach Auswahl in der Mediathek kapitel-, seiten- oder (bei Audiobooks) satzweise navigieren. Nicht vorhandene Inhaltsverzeichnisse werden dabei automatisch erzeugt.
Die Präsentation der Inhalte erfolgt mittels einer Webansicht, wodurch insbesondere auch die Anpassung von Schriftgrößen und -farben an beispielsweise eine Bildschirmlupe vereinfacht wird und sich mit den Browser-üblichen Werkzeugen selbst vornehmen lässt.
Um die Nutzer beim Lesen ihrer Bücher zu unterstützen, bietet Legantoo die Möglichkeit, Text- und Audiopositionen mit Lesezeichen zu verknüpfen und ausgewählte Kapitel mit eigenen Notizen zu versehen. Wiedergabeposition, Lesezeichen, Notizen und Programmeinstellungen können außerdem über Cloud-Dienste (z. B. Dropbox) synchronisiert werden, um auf allen Geräten den gleichen Stand seiner Mediathek zu haben.
Ab Version 1.2 ist Legantoo auch mehrsprachig verfügbar.